# 勒沙莫賽爾山
46°19′36″N 7°3′40.7″E / 46.32667°N 7.061306°E
勒沙莫賽爾山（法語：Le Chamossaire）是瑞士沃州的山峰，位於該國西南部，屬於伯尔尼山的一部分，海拔高度2,112米，每年平均降雨量1,395毫米。

## 外部連結

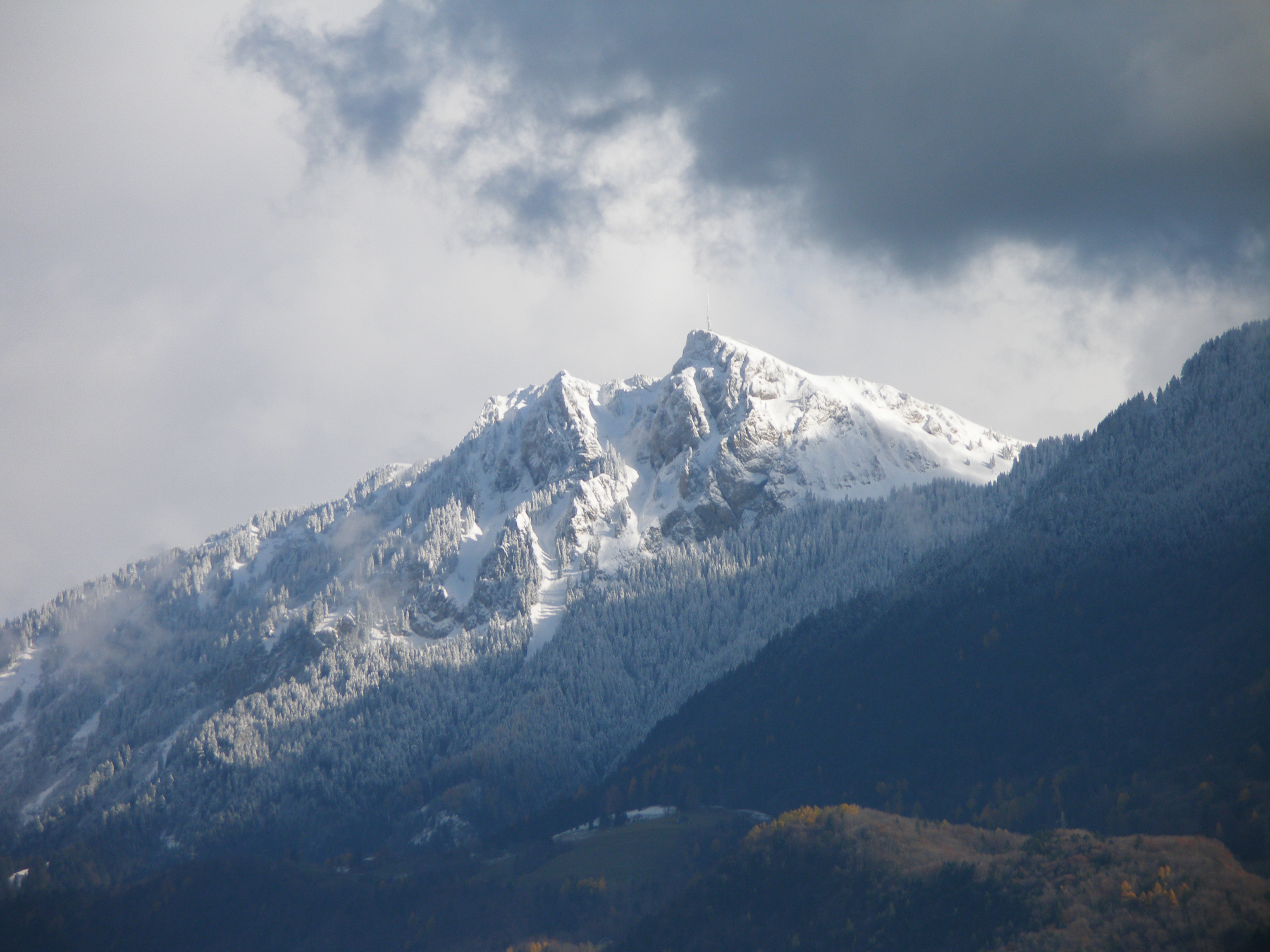

- Le Chamossaire on Hikr （页面存档备份，存于）